# Hongaarse Wikipedia
De Hongaarse Wikipedia (Hongaars: Wikipédia, a szabad enciklopédia) is een uitgave in de Hongaarse taal van de online encyclopedie Wikipedia.

## Geschiedenis
De eerste, Hongaars-gerelateerde versie van Wikipedia werd door Larry Sanger opgericht op 5 september 2001, toen nog met het generiek topleveldomein .com. Toch draaide de website niet goed wegens te weinig belangstelling en te veel vandalisme.
De Hongaarse Wikipedia ging opnieuw van start op 3 juli 2003. Op 17 juli 2008, iets meer dan vijf jaar na de oprichting, werd de mijlpaal van 100.000 artikelen gehaald.